# 062
062 é um EP da dupla sertaneja brasileira Hugo & Guilherme, lançado em 21 de março de 2024, pela Som Livre, extraído de um projeto gravado em Goiânia, em novembro de 2023. 062 é o DDD de Goiânia, citado na letra de uma das canções.

## Gravação e faixas
062 é um projeto intimista, gravado, de surpresa, em Goiânia, no dia 13 de novembro de 2023. 
"Nós não anunciamos nada mesmo, fizemos essa surpresa para todo mundo...estava na hora de movimentar o nosso repertório, depois de selecionar com carinhos essas sete músicas. Então, 062 nasceu para mostrar o nosso amor pela nossa casa que é Goiânia, onde nos conhecemos e como tudo começou”, comentou Hugo.
Nesse dia, Hugo & Guilherme foram motoristas de uma van que carregava 25 fãs para conhecerem o cenário da gravação do projeto audiovisual.
“Foi especial demais, principalmente por ter oportunidade de surpreender algumas fãs nossas, muitas até de outro estado. Eu e Hugo tivemos essa ideia de dirigir para elas, mostrar em primeira mão o local da gravação e o espaço que criamos para elas curtirem lá e também de apresentar nossa cidade amada. Esses momentos dão ainda mais sentido e amor à música. Os fãs são a base do nosso trabalho”, afirmou Guilherme.
A dupla apresentou 7 faixas inéditas e contou com a participação de Maiara & Maraisa em uma dessas. Dentre elas, estão Vazou na Braquiara, Morena de Goiânia, faixa que foi gravada com Maiara & Maraisa e que carrega o nome do álbum na letra, que diz: "Eu tô ligando 62 e o 62 não chama". Além de, pela primeira vez, uma faixa com Guilherme, conhecido pela segunda voz da dupla, cantando em primeira voz, intitulada Carrefour.

### Lançamento
Em 18 de janeiro de 2024, foi lançada a primeira parte do EP, com apenas 3 faixas. Vazou na Braquiara foi uma delas e, de tanto que a música repercutiu, o termo "braquiara" foi muito procurado no Google e, na internet, a dupla foi questionada sobre o que significava a expressão.
No dia 21 de março de 2024 foi lançada a versão completa do EP, adicionando as outras 4 faixas gravadas, conforme foi anunciado pela dupla nas redes sociais. O único single lançado foi Morena de Goiânia, com participação da dupla Maiara & Maraisa.

Sobre Carrefour, Guilherme comenta:
“Essa é uma música que me apaixonei, quando planejamos o 062 falamos sobre trazer Hugo & Guilherme numa pegada diferente e ela tem isso, inclusive a inversão das vozes, meu parceiro Hugo me incentivou bastante”
“Estamos contentes de completar o lançamento desse projeto que nasceu para mostrar o nosso amor pela nossa casa que é Goiânia, onde nos conhecemos e como tudo começou”, finaliza Hugo.

## Lista de faixas
| N.º            | Título                                       | Compositor(es)                                             | Duração |  |
| 1.             | "Morena de Goiânia" (part. Maiara & Maraisa) | Diego Silveira Junior Pepato Lari Ferreira Rafael Borges   | 2:46    |  |
| 2.             | "Vazou na Braquiara"                         | Diego Silveira Junior Pepato Lari Ferreira Rafa Borges     | 2:44    |  |
| 3.             | "Tô Bem Melhor"                              | Geadson Baiano Lucas Ing Matheus Costa Thales Lessa        | 2:26    |  |
| 4.             | "Ai Meu Deus"                                | Bagual Felipe Arná Lucas Ing Marco Esteves                 | 2:40    |  |
| 5.             | "Tornozeleira"                               | Bagual Cleyton Pekois Felipe Arná                          | 2:38    |  |
| 6.             | "Pegada Nova"                                | Cris Ribeiro Felipe Kef Kaique KeF Lucas Ing Matheus Costa | 2:29    |  |
| 7.             | "Carrefour"                                  | Diego Barão Marco Esteves                                  | 3:19    |  |
| Duração total: | Duração total:                               | Duração total:                                             | 19:02   |  |

## Desempenho nas tabelas musicais
| Tabela musical              | Melhor posição |
| --------------------------- | -------------- |
| Spotify (Top Albums Brazil) | 9              |